# Lomaria fragilis
Lomaria fragilis là một loài dương xỉ trong họ Blechnaceae. Loài này được Liebm. mô tả khoa học đầu tiên năm 1849.
Danh pháp khoa học của loài này chưa được làm sáng tỏ.